# Honda CR-V
Honda CR-V (Comfortable Runabout Vehicle) er en kompakt SUV fra den japanske bil- og motorcykelfabrikant Honda. Bilen kom første gang på markedet i 1996, og er i dag nået til fjerde generation.

## Første generation (1996−2001)
Den første generation af Honda CR-V med typekoden RD blev introduceret i slutningen af 1995. Den 4,51 m lange SUV fandtes med to forskellige firecylindrede benzinmotorer med 94 kW (128 hk) og 108 kW (147 hk). Et særligt kendetegn for denne model var bagklappen med reservehjulsholder, som åbnede mod højre. I 1999 fik CR-V et facelift, hvor primært den forreste kofanger blev modificeret.
I modelseriens første år (1996−1997) fandtes CR-V kun med automatgear. I de følgende år frem til produktionens slutning fandtes der såvel en automat- som en femtrins manuel gearkasse. CR-V kunne fås med Real Time 4WD, som var et firehjulstræk som efter behov automatisk tilkoblede baghjulstrækket.
I bagagerummet var der integreret et campingbord, som samtidig fungerede som bundplade i bagagerummet.
CR-V blev bygget i Sayama, Japan (type RD1) og Swindon, Storbritannien (type RD3).
- Honda CR-V (1999–2001)
- Bagfra

### Sikkerhed
Det svenske forsikringsselskab Folksam vurderer flere forskellige bilmodeller ud fra oplysninger fra virkelige ulykker, hvorved risikoen for død eller invaliditet i tilfælde af en ulykke måles. I rapporterne Hur säker är bilen? er/var CR-V i årgangene 1998 til 2006 klassificeret som følger:
- 2007: Som middelbilen[1]
- 2009: Som middelbilen[2]
- 2011: Mindst 20 % bedre end middelbilen[3]
- 2013: Mindst 40 % bedre end middelbilen[4]
- 2015: Mindst 40 % bedre end middelbilen[5]
- 2017: Mindst 40 % bedre end middelbilen[6]

### Modelliste
| Model  | Modelkode | Byggeår     | Slagvolume | Maks. effekt kW (hk) | Motorkode |
| ------ | --------- | ----------- | ---------- | -------------------- | --------- |
| RVi-N  | RD1       | 1999 − 2001 | 2,0 l      | 108 (147)            | B20Z3     |
| RVi-N  | RD3       | 2000 − 2001 | 2,0 l      | 108 (147)            | B20Z3     |
| RVi    | RD1       | 1996 − 1998 | 2,0 l      | 94 (128)             | B20B3     |
| RVi    | RD1       | 1999 − 2001 | 2,0 l      | 108 (147)            | B20Z1     |
| RVi    | RD3       | 2000 − 2001 | 2,0 l      | 108 (147)            | B20Z1     |
| RVSi-N | RD1       | 1999 − 2001 | 2,0 l      | 108 (147)            | B20Z3     |
| RVSi-N | RD3       | 2000 − 2001 | 2,0 l      | 108 (147)            | B20Z3     |
| RVSi   | RD1       | 1996 − 1998 | 2,0 l      | 94 (128)             | B20B3     |
| RVSi   | RD1       | 1999 − 2001 | 2,0 l      | 108 (147)            | B20Z1     |
| RVSi   | RD3       | 2000 − 2001 | 2,0 l      | 108 (147)            | B20Z1     |

### Tekniske data
|                                                | 2.0                                  |                                     |
| Byggeår                                        | 1996−2000                            | 1999−2001                           |
| Motordata                                      |                                      |                                     |
| Motorkode                                      | B20Z3                                | B20Z1                               |
| Motortype                                      | R4-benzinmotor                       | R4-benzinmotor                      |
| Antal ventiler pr. cylinder                    | 4                                    | 4                                   |
| Ventilstyring                                  | DOHC, tandrem                        | DOHC, tandrem                       |
| Fødesystem                                     | Multipoint                           | Multipoint                          |
| Trykladning                                    | –                                    | –                                   |
| Køling                                         | Vandkøling                           | Vandkøling                          |
| Boring × slaglængde                            | 84,0 × 89,0 mm                       | 84,0 × 89,0 mm                      |
| Slagvolume                                     | 1973 cm³                             | 1973 cm³                            |
| Kompressionsforhold                            | 8,8:1                                | 9,6:1                               |
| Maks. effekt ved omdr./min.                    | 94 kW (128 hk) 5200                  | 108 kW (147 hk) 5500                |
| Maks. drejningsmoment ved omdr./min.           | 182 Nm 4200                          | 182 Nm 4200                         |
| Kraftoverførsel                                |                                      |                                     |
| Drivende hjul                                  | Alle                                 | Alle                                |
| Gearkasse (standardudstyr)                     | 5-trins manuel                       | 5-trins manuel                      |
| Gearkasse (ekstraudstyr)                       | 4-trins automatisk                   | 4-trins automatisk                  |
| Præstationer                                   |                                      |                                     |
| Topfart                                        | 174 km/t Aut.: 166 km/t              | 177 km/t Aut.: 170 km/t             |
| Acceleration 0-100 km/t                        | 10,5 sek. Aut.: 12,5 sek.            | 10,5 sek. Aut.: 12,5 sek.           |
| Brændstofforbrug pr. 100 km ved blandet kørsel | 9,5 liter Aut.: 10,2 liter Blyfri 95 | 9,7 liter Aut.: 9,9 liter Blyfri 95 |

## Anden generation (2001−2006)
Den i efteråret 2001 introducerede anden generation af CR-V (modelkode RD) fandtes som benzinmodel (2,0 i-VTEC) eller dieselmodel (2,2 i-CTDi). Med fremklappet bagsæde kunne bagagerummet rumme op til 952 liter.
Modellen fandtes i tre forskellige udstyrsvarianter: Fra LS-modellen med stålfælge og stofindtræk, over ES-modellen med alufælge og ESP op til Executive-modellen med læderudstyr.
CR-V havde Real Time 4WD, et ved ringe traktion automatisk tilkobleligt firehjulstræk. På sikkerhedssiden var CR-V udstyret med op til seks airbags, samt de til den aktive kørselssikkerhed bidragende systemer (ABS, elektronisk bremsekraftfordeling og ESP, af Honda kaldet VSA (Vehicle Stability Assist).
Den manglende reduktionsgearkasse, dettil kørsel på almindelig vej beregnede motor- og gearkassekoncept og det selvbærende karrosseri gjorde CR-V til en SUV og ikke en rigtig offroader. Det monterede firehjulstræksystem gavnede mere kørselssikkerheden i bestemte kørselssituationer end fremkommelighed i vanskeligt terræn.
I efteråret 2004 fik CR-V et mindre facelift, hvor en 2,2-liters dieselmotor med 103 kW (140 hk) blev tilføjet modelprogrammet.
- Honda CR-V (2004−2006)
- Bagfra

Det manglende reduktionsgear, de til asfaltvej beregnede motorer og gearkasser og det selvbærende karrosseri med separate hjulophæng gjorde CR-V til en ikke terrænegnet bil. Firehjulstrækket var mere beregnet til at øge køresikkerheden i bestemte kørselssituationer end til at øge fremkommeligheden i terræn. CR-V's direkte konkurrenter var Kia Sportage, Hyundai Tucson og Toyota RAV4.

### Tekniske data
|                                                | 2.0 i-VTEC                          | 2.2 i-CTDi                |
| Byggeår                                        | 2001−2006                           | 2004−2006                 |
| Motordata                                      |                                     |                           |
| Motortype                                      | R4-benzinmotor                      | R4-dieselmotor            |
| Antal ventiler pr. cylinder                    | 4                                   | 4                         |
| Ventilstyring                                  | DOHC, tandrem                       | DOHC, kæde/tandhjul       |
| Fødesystem                                     | Multipoint                          | Commonrail                |
| Trykladning                                    | –                                   | Turbolader, ladeluftkøler |
| Køling                                         | Vandkøling                          | Vandkøling                |
| Boring × slaglængde                            | 86,0 × 86,0 mm                      | 85,0 × 97,1 mm            |
| Slagvolume                                     | 1998 cm³                            | 2204 cm³                  |
| Kompressionsforhold                            | 9,8:1                               | 16,7:1                    |
| Maks. effekt ved omdr./min.                    | 110 kW (150 hk) 5500                | 103 kW (140 hk) 4000      |
| Maks. drejningsmoment ved omdr./min.           | 192 Nm 4000                         | 340 Nm 2000               |
| Kraftoverførsel                                |                                     |                           |
| Drivende hjul                                  | Alle                                | Alle                      |
| Gearkasse (standardudstyr)                     | 5-trins manuel                      | 5-trins manuel            |
| Gearkasse (ekstraudstyr)                       | 4-trins automatisk                  | –                         |
| Præstationer                                   |                                     |                           |
| Topfart                                        | 177 km/t Aut.: 167 km/t             | 183 km/t                  |
| Acceleration 0-100 km/t                        | 10,8 sek. Aut.: 13,1 sek.           | 10,6 sek.                 |
| Brændstofforbrug pr. 100 km ved blandet kørsel | 9,0 liter Aut.: 9,3 liter Blyfri 95 | 6,7 liter Diesel          |

## Tredje generation (2006−2012)
Den tredje generation af CR-V med modelkoden RE5 kom på markedet i efteråret 2006 og havde samme akselafstand som forgængeren. CR-V havde Real Time 4WD, et ved ringe traktion på forakslen automatisk tilkobleligt firehjulstræk.
Målene, specielt længden og højden, blev dog forringet og orienterede sig igen mod første generation. Motorprogrammet omfattede fortsat en 2,0-liters benzinmotor med 110 kW (150 hk) og en 2,2-liters dieselmotor med 103 kW (140 hk).
I starten af 2010 fik CR-V et let facelift foran og bagpå. Samtidig kom der en effekt- og forbrugsoptimeret dieselmotor med 110 kW (150 hk), som også opfyldt Euro5-normen.
- CR-V bagfra
- Honda CR-V (2010–2012)
- Bagfra

### Tekniske data
|                                                | 2.0 VTEC                | 2.2 CTDi                  | 2.2 DTEC                         |
| Byggeår                                        | 2006−2012               | 2006−2010                 | 2010−2012                        |
| Motordata                                      |                         |                           |                                  |
| Motortype                                      | R4-benzinmotor          | R4-dieselmotor            | R4-dieselmotor                   |
| Antal ventiler pr. cylinder                    | 4                       | 4                         | 4                                |
| Ventilstyring                                  | DOHC, kæde              | DOHC, kæde                | DOHC, kæde                       |
| Fødesystem                                     | Multipoint              | Commonrail                | Commonrail                       |
| Trykladning                                    | –                       | Turbolader, ladeluftkøler | Turbolader, ladeluftkøler        |
| Køling                                         | Vandkøling              | Vandkøling                | Vandkøling                       |
| Boring × slaglængde                            | 81,0 × 96,9 mm          | 85,0 × 97,1 mm            | 85,0 × 96,9 mm                   |
| Slagvolume                                     | 1997 cm³                | 2204 cm³                  | 2199 cm³                         |
| Kompressionsforhold                            | 10,5:1                  | 16,7:1                    | 16,3:1                           |
| Maks. effekt ved omdr./min.                    | 110 kW (150 hk) 6200    | 103 kW (140 hk) 4000      | 110 kW (150 hk) 4000             |
| Maks. drejningsmoment ved omdr./min.           | 192 Nm 4200             | 340 Nm 2000               | 350 Nm 2000                      |
| Kraftoverførsel                                |                         |                           |                                  |
| Drivende hjul                                  | Alle                    | Alle                      | Alle                             |
| Gearkasse (standardudstyr)                     | 6-trins manuel          | 6-trins manuel            | 6-trins manuel                   |
| Gearkasse (ekstraudstyr)                       | 5-trins automatisk      | –                         | 5-trins automatisk               |
| Præstationer                                   |                         |                           |                                  |
| Topfart                                        | 190 km/t                | 187 km/t                  | 190 km/t Aut.: 187 km/t          |
| Acceleration 0-100 km/t                        | 10,2 sek.               | 10,3 sek.                 | 9,6 sek. Aut.: 10,6 sek.         |
| Brændstofforbrug pr. 100 km ved blandet kørsel | 8,2 liter Blyfri 95     | 7,6 liter Diesel          | 6,5 liter Aut.: 7,4 liter Diesel |
| CO2-udslip ved blandet kørsel                  | 190 g/km Aut.: 193 g/km | 173 g/km                  | 171 g/km Aut.: 195 g/km          |

## Fjerde generation (2012−)
Den fjerde generation af CR-V med modelkoden RE6 blev introduceret i hele Europa den 3. november 2012. I første omgang fandtes modellen med en 2,0-liters benzinmotor med 114 kW (155 hk) samt en 2,2-liters dieselmotor med 110 kW (150 hk).
I september 2013 blev motorprogrammet udvidet med en 1,6-liters i-DTEC motor med 88 kW (120 hk), som allerede i foråret debuterede i Civic.
I starten af 2015 blev der præsenteret en modificeret version. Ud over mindre optiske modifikationer blev 2,2-liters dieselmotoren afløst af en ny version af 1,6 i-DTEC med biturbo, hvorved effekten steg til 118 kW (160 hk).
- Bagfra
- Honda CR-V (2015−)
- Bagfra

### Tekniske data
|                                                | 2.0 i-VTEC                          | 1.6 i-DTEC                | 1.6 i-DTEC Biturbo               | 2.2 i-DTEC                       |
| Byggeår                                        | 8/2012−                             | 9/2013−                   | 1/2015−                          | 8/2012−12/2014                   |
| Motordata                                      |                                     |                           |                                  |                                  |
| Motortype                                      | R4-benzinmotor                      | R4-dieselmotor            | R4-dieselmotor                   | R4-dieselmotor                   |
| Antal ventiler pr. cylinder                    | 4                                   | 4                         | 4                                | 4                                |
| Ventilstyring                                  | DOHC, kæde                          | DOHC, kæde                | DOHC, kæde                       | DOHC, kæde                       |
| Fødesystem                                     | Multipoint                          | Commonrail                | Commonrail                       | Commonrail                       |
| Trykladning                                    | –                                   | Turbolader, ladeluftkøler | Biturbo, ladeluftkøler           | Turbolader, ladeluftkøler        |
| Køling                                         | Vandkøling                          | Vandkøling                | Vandkøling                       | Vandkøling                       |
| Boring × slaglængde                            | 81,0 × 96,9 mm                      | 76,0 × 88,0 mm            | 76,0 × 88,0 mm                   | 85,0 × 96,9 mm                   |
| Slagvolume                                     | 1997 cm³                            | 1597 cm³                  | 1597 cm³                         | 2199 cm³                         |
| Kompressionsforhold                            | 10,6:1                              | 16,0:1                    | 16,0:1                           | 16,3:1                           |
| Maks. effekt ved omdr./min.                    | 114 kW (155 hk) 6500                | 88 kW (120 hk) 4000       | 118 kW (160 hk) 4000             | 110 kW (150 hk) 4000             |
| Maks. drejningsmoment ved omdr./min.           | 192 Nm 4300                         | 300 Nm 2000               | 350 Nm 2000                      | 350 Nm 2000                      |
| Kraftoverførsel                                |                                     |                           |                                  |                                  |
| Drivende hjul                                  | Alle                                | Alle                      | Alle                             | Alle                             |
| Gearkasse (standardudstyr)                     | 6-trins manuel                      | 6-trins manuel            | 6-trins manuel                   | 6-trins manuel                   |
| Gearkasse (ekstraudstyr)                       | 5-trins automatisk                  | –                         | 9-trins automatisk               | 5-trins automatisk               |
| Præstationer                                   |                                     |                           |                                  |                                  |
| Topfart                                        | 190 km/t Aut.: 182 km/t             | 182 km/t                  | 202 km/t Aut.: 197 km/t          | 190 km/t                         |
| Acceleration 0-100 km/t                        | 10,2 sek. Aut.: 12,3 sek.           | 11,2 sek.                 | 9,6 sek. Aut.: 10,0 sek.         | 9,7 sek. Aut.: 10,6 sek.         |
| Brændstofforbrug pr. 100 km ved blandet kørsel | 7,4 liter Aut.: 7,5 liter Blyfri 95 | 4,4 liter Diesel          | 4,9 liter Aut.: 5,1 liter Diesel | 5,6 liter Aut.: 6,6 liter Diesel |
| CO2-udslip ved blandet kørsel                  | 173 g/km Aut.: 175 g/km             | 115 g/km                  | 129 g/km Aut.: 134 g/km          | 149 g/km Aut.: 174 g/km          |

## Femte generation (2016−)
Den femte generation af CR-V blev præsenteret i oktober 2016 i Detroit. Bilen kom på markedet den 21. december 2016 i USA. Modellen kommer til Europa i september 2018.
Modellen deler platform med 10. generation af Civic.
På Auto Shanghai i april 2017 præsenterede Honda modellen CR-V Hybrid, som kom på markedet i Kina i slutningen af 2017. Derudover er der i 2018 planlagt en rent eldrevet udgave til det kinesiske marked.
- Bagfra
- Honda CR-V Hybrid prototype på IAA 2017
- Bagfra
- Honda CR-V Hybrid
- Bagfra